# Alfred Treibs
Alfred Treibs (* 21. Juli 1899 in Oberstein/Nahe; † 1983) war ein deutscher Ingenieur und Geochemiker; er gilt allgemein als der Begründer der organischen Geochemie.

## Leben
Von 1924 bis 1929 war er Assistent bei Nobelpreisträger Hans Fischer am Organisch-Chemischen Institut der Technischen Hochschule München. 1925 wurde er mit Auszeichnung zum Dr.-Ing. promoviert. Nach seiner Habilitation war er als Konservator im Organisch-Chemischen Institut tätig. Diese Stelle musste er wegen seiner politischen Haltung gegenüber dem Nationalsozialismus 1936 aufgeben, kehrte aber 1946 nach der Hochschulwiedereröffnung an seine alte Wirkungsstätte zurück.

## Bedeutung
In den 1930er Jahren entwickelte Treibs ausgehend von dem Nachweis bestimmter organischer Verbindungen (Tetrapyrrole; diese chemischen Verbindungen sind modifizierte Strukturanaloge der Pigmente die zur Photosynthese in Bakterien, Archaeen, Algen, und Landpflanzen verwendet werden) in Erdölen die Hypothese des biologischen Ursprungs des organischen Materials und somit des Erdöls. Aufgrund der relativ geringen Konzentrationen der Komponenten – im ppm-Bereich – war dieser Nachweis zum damaligen Zeitpunkt eine chemisch-analytische Herausforderung. Darüber hinaus kann diese Entdeckung als erste Anwendung des Konzepts der 'Biologischen Markierer' (engl. 'Biomarker') in der Geochemie gelten. Nach dem Zweiten Weltkrieg setzte er mit Martin Strell und anderen die durch Hans Fischers Tod (1945) unterbrochenen Arbeiten zur Totalsynthese des Chlorophylls fort. Strells Gruppe gelang unabhängig von Robert B. Woodward die Totalsynthese, worüber sie noch vor diesem 1960 veröffentlichten.

## Ehrungen
Die Organic Geochemistry Division der Geochemical Society vergibt zu Ehren Alfred Treibs und in Anerkennung 'for major achievements in organic geochemistry' seit 1979 den Alfred Treibs Award.
Anlässlich des 80. und 100. Geburtstages von Alfred Treibs organisierte der Geologe und Geochemiker Alexander A. Prashnowsky zwei große internationale Symposien und gab hierzu 1980 und 2002 jeweils einen umfangreichen Symposiumsband mit Beiträgen bedeutender Chemiker und Geochemiker heraus.